# Jack Layton
Pour les articles homonymes, voir Layton.
John Gilbert « Jack » Layton (Montréal, 18 juillet 1950 – Toronto, 22 août 2011) est un homme politique canadien. Il dirigeait le Nouveau Parti démocratique du Canada (NPD) de 2003 à sa mort et il était chef de l'opposition officielle à la Chambre des communes du Canada du 2 mai 2011 à sa mort. 
Fils de Robert Layton, et de Doris Steeves, une femme réservée descendante d'un père de la Confédération, Jack grandit à Hudson (Québec) et termine ses études à Toronto (Ontario), où il s'installe. Quand il arrive sur la scène publique municipale de Toronto comme échevin et conseiller municipal, pendant les années 1980 et 1990, il est une des voix de gauche les plus fortes, aux conseils municipal et métropolitain de la ville. En 1991, il se présente sans succès à la mairie de Toronto, mais devient par la suite le chef de la Fédération canadienne des municipalités. 
En 2003, c'est dès le premier tour de scrutin qu'il est élu chef du Nouveau Parti démocratique du Canada (NPD), un parti politique considéré « de gauche » au Canada, le parti auquel il adhère depuis alors trente-deux ans. Sous sa direction, le parti agrandit son soutien électoral de façon considérable : ses appuis doublent lors de l'élection de 2004, lui donnant ainsi la balance du pouvoir. Layton, alors nouveau député fédéral, représente la circonscription de Toronto-Danforth et obtient pour le NPD des amendements majeurs, de teneur socio-démocrate, au budget de 2005, qui sera surnommé « le premier budget néo-démocrate », mais fait chuter le gouvernement libéral de Paul Martin, sur un vote de non-confiance, à la suite du scandale des commandites. Le NPD acquiert encore plus de votes en 2006 et en 2008, frôlant ses sommets historiques atteints sous le chef Ed Broadbent durant les années 1980. Mais, en 2011, le parti surpasse de loin cette réussite, mettant fin de façon spectaculaire à sa faiblesse historique au Québec et, avec un total de 103 sièges au Canada, devient l'opposition officielle. Ce succès fait de Jack Layton le chef qui a le mieux réussi en fait d'appui électoral de toute l'histoire du NPD au fédéral. 
Cependant, moins de quatre mois après cette victoire, après le congrès du NPD célébrant le cinquantième anniversaire de sa fondation, il meurt des suites d'un cancer, à l'âge de 61 ans. Jack n'a siégé qu'un mois comme chef de l'opposition officielle lors du début de la nouvelle session parlementaire en juin 2011.
Il a été élu personnalité de l'année 2011 au Canada. Son successeur à la tête du NPD et de l'opposition officielle est Thomas Mulcair élu en mars 2012 au congrès du leadership néo-démocrate. Nycole Turmel a assuré l'intérim.

## Enfance et famille
Layton est né à Montréal en 1950, et il a grandi dans la ville d'Hudson, au Québec. Sa famille était très active sur la scène publique. 
Son arrière-grand-père était aveugle et militant : accompagné de sa femme, il a mené la campagne sur les pensions d'invalidité à l'intention des aveugles, dans les années 1930.
Son grand-père paternel, Gilbert Layton, a été élu député en 1936 dans la circonscription provinciale de Montréal–Saint-Georges. Il fut ministre dans le gouvernement québécois, du parti de l'Union nationale, de Maurice Duplessis, mais a démissionné de son poste ministériel provincial sur un point de principe. 
Son père, Robert Layton, était député conservateur du gouvernement de Brian Mulroney dans la circonscription de Lachine et Lachine—Lac-Saint-Louis. Ses parents ont consacré d'innombrables heures au bénévolat. 
Il a eu deux enfants, Michael, conseiller municipal à Toronto, et Sarah, issus de sa première femme, Sally Halford, et une petite-fille de deux ans, Béatrice, fille de Sarah, qui est enceinte de son deuxième enfant.
Sa dernière femme, épousée en 1988, est Olivia Chow, ex-conseillère municipale de Toronto et députée fédérale néo-démocrate de la circonscription de Trinity-Spadina. 
Layton était membre de l'Église unie du Canada.

## Études et débuts en politique
Alors qu'il était étudiant à l'Université McGill, de Montréal, Jack Layton milite pour la construction de coopératives de logements pour étudiants. Il poursuit toute sa vie cette lutte pour le logement abordable pour tous. Inspiré par la position de Tommy Douglas à l'égard des droits de la personne pendant la Crise d'Octobre, Jack adhère au NPD en 1970. Il poursuit ses études en investissement étranger et en politique publique à l'Université York, de Toronto, y obtenant un doctorat en 1984, pour ensuite enseigner dans trois universités. Plus récemment, il a enseigné comme professeur adjoint au département de géographie de l'Université de Toronto.

## Politique municipale
Jack Layton est élu six fois au Conseil municipal de Toronto, la première fois en 1982 : il compte donc plus de vingt ans d'expérience au sein de l'administration d'une métropole. Il devient vite connu comme l'une des étoiles montantes de l'aile gauche du conseil. Il s'oppose au projet du SkyDome, et promeut les droits de la communauté gaie et des sidéens. En 1984, accusé d'intrusion par Eaton durant une grève, il est blanchi pour des motifs de liberté d'expression.
Le 9 juillet 1988, il épouse Olivia Chow, alors commissaire scolaire, qui le suit en se faisant élire au conseil municipal de Toronto puis au Parlement fédéral canadien.
Layton améliore l'image qu'il projette (portant désormais veston, cravate, cheveux courts, verres de contact), à l'occasion d'une élection à la mairie de Toronto en 1991, mais perd aux mains de June Rowlands (en). Il retourne alors à l'académie et fonde le Green Catalyst Group Inc., une firme d'experts-conseils en commerce écologique. 
En 1993, il se présente pour la première fois à la Chambre des communes dans le comté de Rosedale sous la bannière du NPD, mais finit quatrième. En 1994 il réassume son rôle proéminent dans la vie municipale, devenant conseiller au Conseil métropolitain de Toronto et chef de la Fédération des municipalités canadiennes.

## Politique fédérale
Layton brigue la direction du NPD en 2002-2003. Il est considéré un candidat de gauche, donnant suite aux revendications de la New Politics Initiative, et est appuyé notamment par Svend Robinson, l'un des leaders de cette initiative. Lors du congrès à la direction, le 23 janvier 2003, qui marque la première course au leadership soumise au suffrage universel de tous les membres du NPD, il l'emporte dès le premier tour, avec 53,5 % des voix, sur Bill Blaikie, Lorne Nystrom (en), Joe Comartin, Pierre Ducasse et Bev Meslo (en). 
Layton attend les élections fédérales de 2004 pour se présenter au Parlement. Entretemps, il désigne un ancien opposant à la direction, Bill Blaikie, pour le représenter comme chef parlementaire. Lors de ces élections, il s'attire une attention considérable des médias, par sa dénonciation des politiques du premier ministre libéral Paul Martin, comme étant trop conservatrices. Il déploie également des efforts pour redresser la faiblesse historique du parti au Québec, sa province natale, où le parti n'a jusqu'alors jamais gagné de siège lors d'une élection générale fédérale. Il nomme un autre de ses ex-opposants, Pierre Ducasse, comme lieutenant et porte-parole québécois.

### Élections de 2004
Sous Layton, le NPD commence la campagne en obtenant de très fortes intentions de vote dans les sondages. Au début de la campagne, Layton sème la controverse en rejetant sur le premier ministre Martin la culpabilité pour le décès de plusieurs personnes sans-abris, à cause du manque de financement pour le logement social et en considérant ouvertement la possibilité d'abroger la Loi sur la clarté référendaire, concernant un éventuel référendum sur la souveraineté du Québec. D'autres candidats, tels l'ex-chef Alexa McDonough et le chef parlementaire Bill Blaikie, désavouent cette position de leur chef de parti. 
Pour une première fois au cours des années récentes, le NPD fait des efforts importants au Québec. Toutefois, les appuis sont clairsemés dans cette province : le parti n'y gagne aucun siège. Le jour du scrutin, le NPD obtient son vote populaire le plus élevé des dernières 16 années, 15 %, mais ne gagne que 19 sièges, bien en deçà de la quarantaine que Layton prédit à la veille du vote. — On y attribue une fuite d'électeurs progressistes vers le Parti libéral dans le but d'éviter une victoire conservatrice. Layton remporte de justesse son siège de Toronto-Danforth, contre le libéral Dennis Mills (en), mais son épouse, Olivia Chow, perd sa course dans Trinity-Spadina.

### Gouvernement minoritaire libéral
Le Parti libéral arrive premier mais minoritaire, lors de cette élection. À la suite des révélations du scandale des commandites, le Parti conservateur et le Bloc québécois visent à défaire le gouvernement sur un vote budgétaire et profiter de leur avantage en déclenchant une élection-surprise. Le NPD détient alors la balance du pouvoir, et exige l'annulation de baisses d'impôt aux sociétés, et la hausse des investissements en logements abordables, transports en commun et enseignement post-secondaire. Le gouvernement se plie à ces revendications et le NPD appuie le gouvernement lors d'une série de votes dramatiques en mai 2005. Ce tour de force politique au cours de cette législature houleuse est remarqué.
Aussi en 2005, Layton se démarque lors du débat sur le mariage entre conjoints de même sexe au Canada. À différence des chefs des trois autres partis, il impose à ses députés de tous voter en faveur du projet de loi, le considérant un enjeu des droits humains fondamentaux. 
En mi-novembre 2005, les libéraux étant toujours en baisse dans les intentions de vote, conséquence du rapport de la Commission Gomery, Layton leur propose de nouvelles conditions, entre autres l'interdiction de soins de santé « privés », au Canada. Les libéraux refusent et le NPD se range avec les autres partis d'opposition lors d'une motion de non-confiance, ce qui déclenche les élections de 2006.

### Campagne de 2006

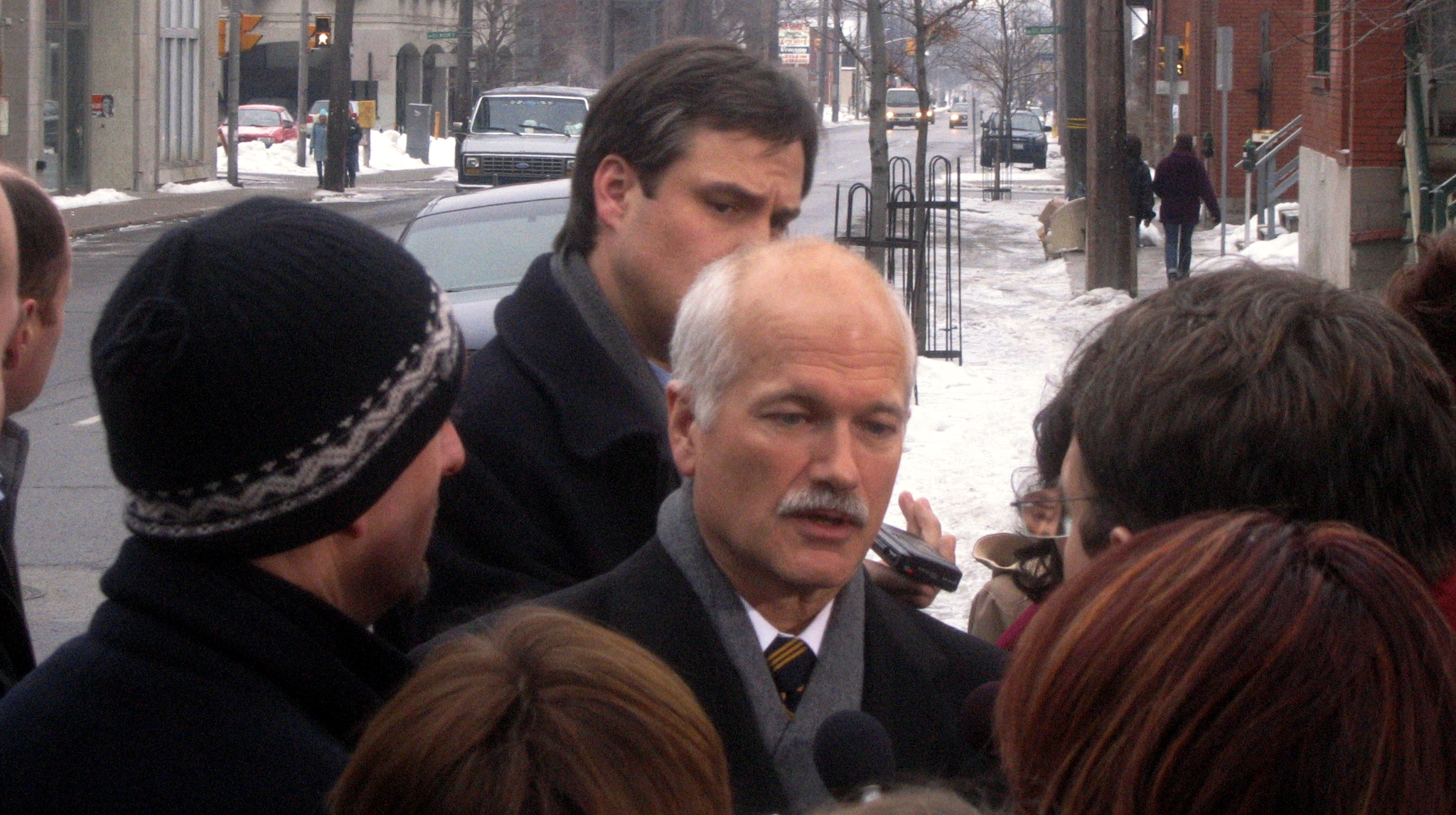
Point de presse durant la campagne de 2006.

La date du scrutin est fixée au 23 janvier 2006. Layton se positionne comme le partisan de l'assurance-santé universelle. Les sondages lui donnent d'être reconnu le plus charismatique des chefs et on s'attend à ce que le NPD améliore nettement ses résultats. Il s'attaque directement au gouvernement libéral sortant. Cette approche cause un clivage entre lui et le chef du syndicat des Travailleurs canadiens de l'automobile (TCA), Buzz Hargrove (en), qui appelle au vote stratégique pour les libéraux, afin d'empêcher l'élection d'un gouvernement conservateur (minoritaire ou majoritaire), et appuie directement les libéraux. — Hargrove est alors expulsé du parti, par l'aile ontarienne du NPD, et les TCA renoncent à leur affiliation avec le NPD. 
Néanmoins, le parti ajoute 11 sièges aux 18 qu'il détenait lors de la dissolution du Parlement, pour un total de 29. Olivia Chow, notamment, est élue : Layton et Chow deviennent alors le deuxième couple marié (après Gurmant et Nina Grewal) à siéger ensemble au Parlement. Le NPD reste toutefois au 4e rang et les conservateurs de Stephen Harper forment un gouvernement minoritaire.

### Première minorité conservatrice
Sous Layton, le NPD continue de courtiser le Québec et tient son congrès du 9 au 11 septembre 2006 à Québec. Layton reçoit alors un taux d'approbation de 92 % lors d'un vote obligatoire concernant sa reconduction comme chef. Lors de ce congrès, les délégués adoptent, à très forte majorité, la « Déclaration de Sherbrooke », réitérant la reconnaissance de la nation québécoise et le droit de celle-ci à l'auto-détermination. Le NPD adopte également une résolution appelant au retrait des Forces canadiennes de l'Afghanistan. 
Lors de la première majorité conservatrice, Layton menace de proposer une motion de non-confiance pour dénoncer la faiblesse du projet de loi sur la qualité de l'air. Le premier ministre Harper consent à soumettre ce projet à un comité spécial mixte, avant sa deuxième lecture. Le premier ministre mentionne également Layton comme une force l'ayant poussé à énoncer des excuses pour les abus du système des pensionnats indiens.
Au cours de cette législature, l'approche du NPD de Layton au Québec porte ses premières fruits : l'ancien ministre provincial Thomas Mulcair ravit, haut la main, le château fort libéral d'Outremont, lors d'une élection complémentaire en 2007, relançant les espoirs des néo-démocrates pour une percée au Québec.

### Élection 2008
Malgré l'adoption d'une loi fixant les dates des élections, dont  le premier ministre Harper était le proposeur, celui-ci déclenche des élections fédérales anticipées pour 2008 : le scrutin est fixé au 14 octobre. Pour une première fois, Layton se positionne comme « aspirant premier ministre » : en dénonçant les élections anticipées, il fait valoir que « Stephen Harper vient de démissionner de son emploi, et moi, je dépose ma candidature ». Le NPD ne progresse pas en termes de votes, mais une concentration d'appuis dans le Nord ontarien lui donne 8 nouveaux sièges. Malgré de forts espoirs, le NPD n'améliore pas son nombre total de sièges au Québec, mais conserve Outremont, première victoire de son histoire au Québec lors d'une élection générale, et perd Gatineau de justesse.

### Deuxième minorité conservatrice
Le quarantième législature commence avec une mise à jour fiscale du gouvernement conservateur, qui propose d'enlever le droit de grève aux employés fédéraux et d'éliminer les subventions aux partis politiques. Les trois partis d'opposition jugent cette position inacceptable. Layton, le chef libéral Stéphane Dion et le chef bloquiste Gilles Duceppe entament des pourparlers pour la formation d'une coalition libérale-NPD pour remplacer le gouvernement via une motion de non-confiance. Ils signent un accord le 1er décembre 2008, par lequel le NPD recevrait 6 sièges au conseil des ministres alors que le Bloc ne ferait pas partie du gouvernement mais promettrait d'appuyer la coalition sur des motions de confiance pendant 18 mois.
Les conservateurs dénoncent furieusement l'implication de « socialistes » et de « séparatistes » dans cette éventuelle coalition. Le premier ministre Harper demande à la Gouverneure générale de proroger la session du Parlement jusqu'en janvier; elle obtempère le 4 décembre 2008. Entretemps, le nouveau chef des libéraux, Michael Ignatieff, se distancie de la coalition, et l'accord se dissout. Les libéraux finissent par appuyer le budget conservateur le 28 janvier 2009. Layton retorque : « nous venons d'apprendre qu'on ne peut pas faire confiance à monsieur Ignatieff pour s'opposer à monsieur Harper. Si vous vous opposez à monsieur Harper et vous voulez un nouveau gouvernement, je vous presse à appuyer le NPD. »
En 2010, le gouvernement Harper s'embourbe ensuite dans le « scandale des documents afghans », prorogeant de nouveau le Parlement sous le prétexte des Jeux olympiques de Vancouver. Le 25 mars 2011, à la suite du constat que le gouvernement s'est rendu « coupable d'outrage au Parlement », selon le Comité permanent de la procédure et des affaires de la Chambre, le gouvernement est défait par une motion de non-confiance : c'est « une première » dans tout le Commonwealth. Une élection fédérale est alors déclenchée.

### Campagne 2011

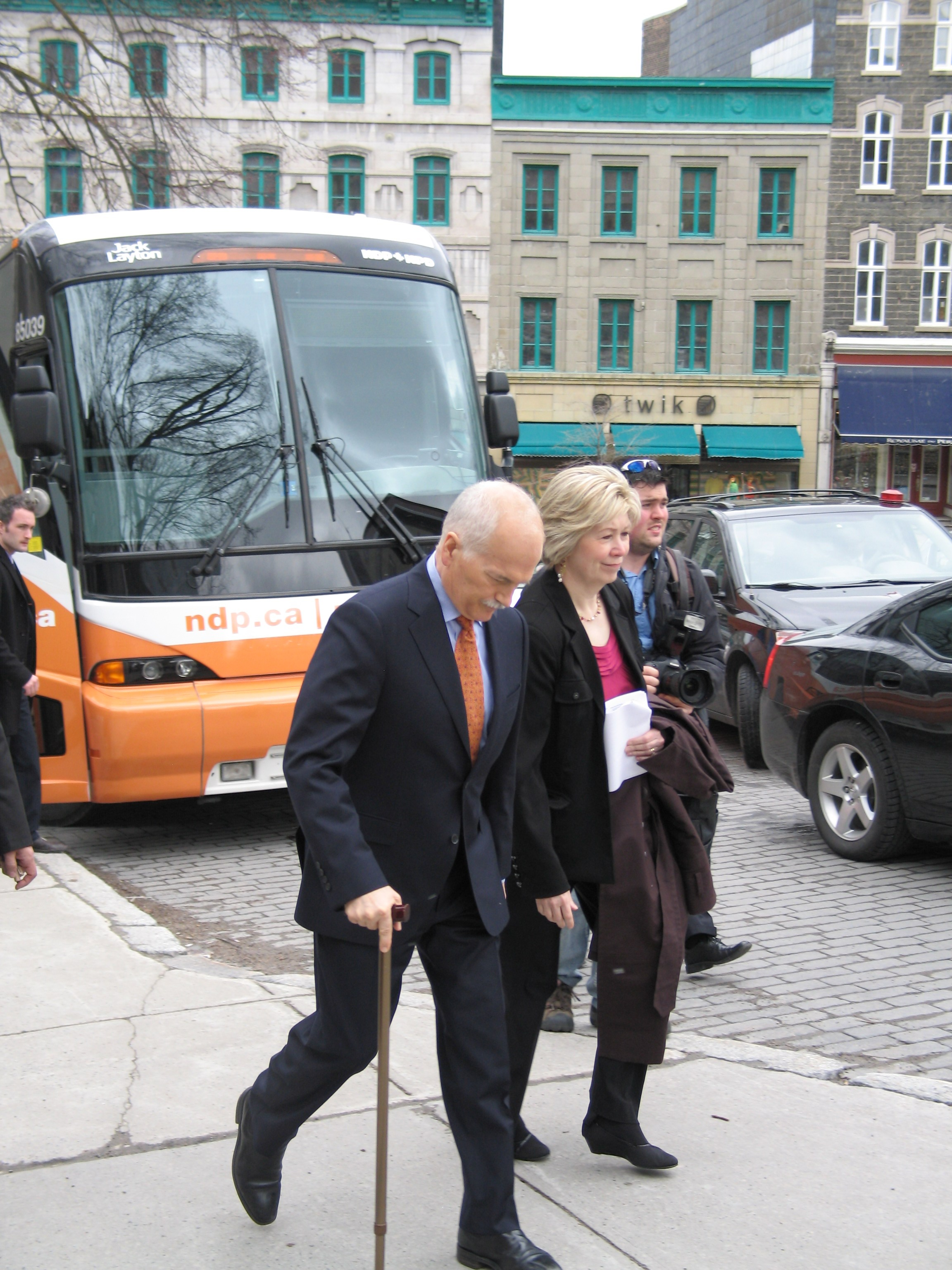
Jack Layton à Québec avec Anne McGrath en 2011.

Layton commence sa campagne avec vigueur, malgré des questions sur son état de santé ; il a reçu un diagnostic de cancer de prostate en 2010 et vient de subir une chirurgie à la hanche. Il affirme, avec insistance, que sa santé physique lui permet de mener à bien sa campagne, ; de fait, se déplaçant à l'aide d'une canne, il renforce son image d'homme sympathique. 
Le NPD présente une plate-forme populiste, comme programme, s'engageant entre autres à réduire les taux d'intérêt sur les cartes de crédit. Malgré un départ lent, Layton surprend la classe politique canadienne avec de fortes performances aux débats des chefs. Le NPD monte rapidement dans les sondages, pour surpasser d'abord le Bloc québécois (seul parti se restreignant au Québec), puis les libéraux à l'échelle de tout le Canada. 
La montée sans précédent du NPD au Québec est surtout attribuée à Jack Layton lui-même, Québécois d'origine et figure fort appréciée des Québécois ; il bénéficie notamment d'une exposition médiatique favorable à la suite d'une apparition réussie à l'émission Tout le monde en parle. Lors du dernier droit de la campagne, alors que la « vague orange » déferle, Layton devient la cible politique des trois autres grands partis. Durant la dernière semaine de la campagne, Layton est éclaboussé par un rapport selon lequel il aurait été trouvé nu dans un service de massages douteux à Toronto en 1996, mais n'a pas été arrêté ni accusé d'aucun méfait. L'histoire est généralement perçue comme une tentative de déstabilisation et ne réussit pas à freiner son ascension,.
Le 2 mai, le parti de Jack Layton remporte 103 sièges, plus du double de son sommet historique, et devient l'Opposition officielle pour la première fois de son histoire. Les gains du NPD se font surtout au Québec, où le NPD, partant d'un seul siège, en remporte 59. Le NPD obtient également des gains importants dans la région métropolitaine de Toronto.

## Maladie
Le 5 février 2010, Jack Layton annonce qu'il lutte contre un cancer de la prostate. Cinq mois plus tard, il annonce qu'il se porte bien malgré une perte notable de poids.  
Le 25 juillet 2011, lors d'une conférence de presse, Jack Layton annonce qu'il est atteint d'un nouveau cancer et qu'il se retire temporairement de son poste de chef du NPD, pour soigner cette nouvelle maladie. Il propose Nycole Turmel, députée d'Hull—Aylmer et présidente du caucus, comme chef intérimaire — une nomination qui est subséquemment approuvée par le Conseil fédéral du parti. Particulièrement amaigri, et la voix rauque, Jack Layton s'abstient de tout autre commentaire, si ce n'est pour affirmer vouloir revenir aux commandes du NPD à la rentrée parlementaire, en septembre.

## Adieux

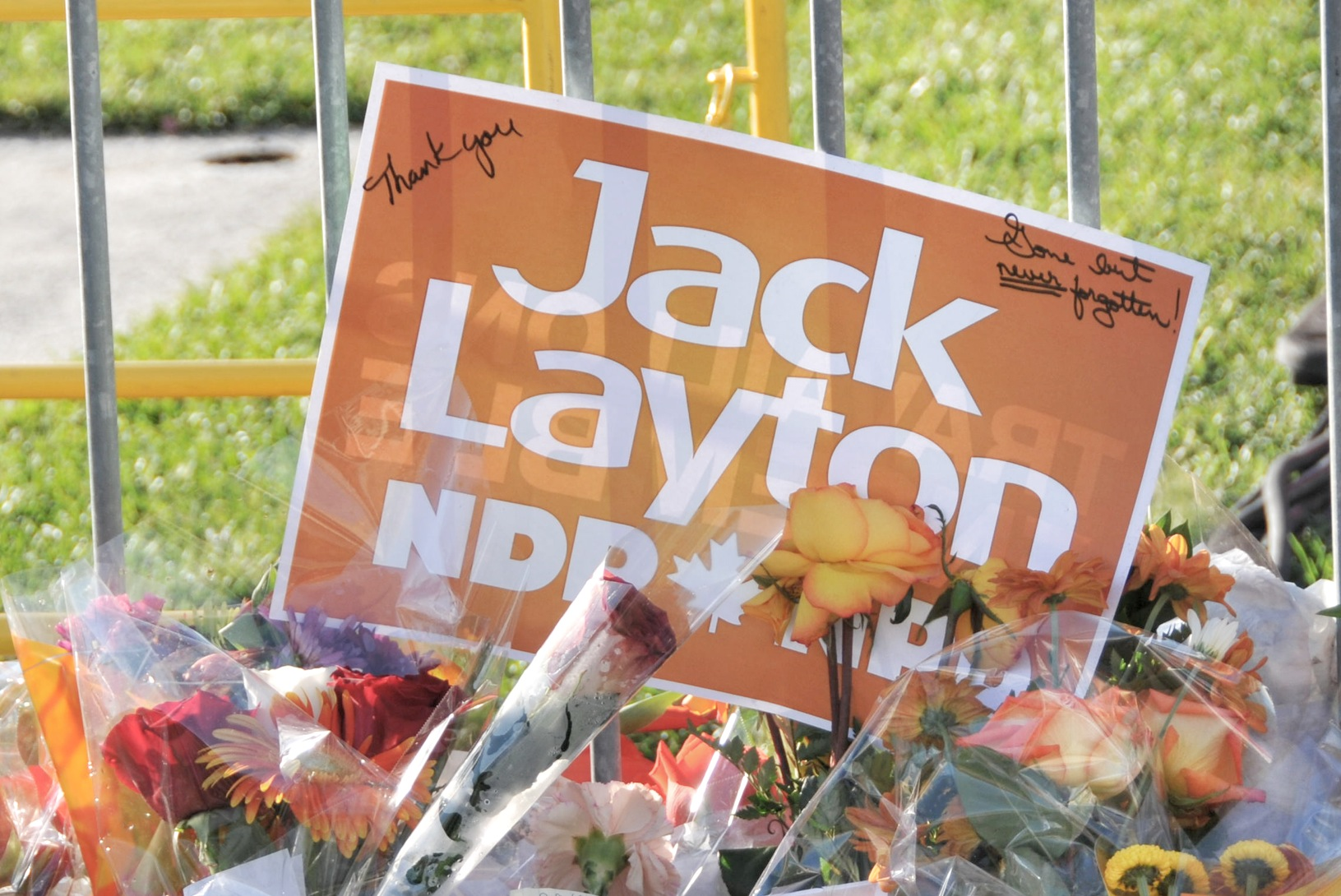
Un des premiers mémoriaux populaires.

Le lundi 22 août 2011 à 4 h 45, à sa résidence de Toronto, Jack Layton meurt des suites du cancer annoncé publiquement le 25 juillet précédent. À l'exception de son entourage familial, nul ne connaît le type de cancer auquel le politicien âgé de 61 ans a succombé.  Ses dernières minutes se sont écoulées en compagnie de ses proches. Il laisse entre autres derrière lui sa femme, la députée Olivia Chow, deux enfants d'âge adulte, issus d'un premier mariage, leur mère, ainsi qu'une petite-fille.
Bien qu'ils soient des rivaux politiques, Stephen Harper, Premier ministre du Canada et chef du Parti conservateur, Bob Rae, chef par intérim du Parti libéral, Louis Plamondon, chef par intérim du Bloc québécois ainsi qu'Elizabeth May, chef du Parti vert, se disent « désolés » de ce décès. Une vague de sympathie remarquable afflue de tous les secteurs de la société canadienne le jour de son décès.
Quelques jours à peine avant sa mort, Jack Layton rédige un testament politique, pour diffusion à son décès, dans lequel il appelle à la continuité progressiste :

« ... le Canada est un magnifique pays, un pays qui représente les espoirs du monde entier. Mais nous pouvons bâtir un meilleur pays, un pays où l’égalité, la justice et les opportunités sont plus grandes. Nous pouvons bâtir une économie prospère et partager les avantages de notre société plus équitablement. Nous pouvons prendre mieux soin de nos aînés. Nous pouvons offrir à nos enfants de meilleures perspectives d’avenir. Nous pouvons faire notre part pour sauver l’environnement et la planète. Nous pouvons réhabiliter notre nom aux yeux du monde. Nous pouvons faire tout ça parce que nous avons enfin un système de partis politiques fédéraux qui nous offre de vrais choix; où notre vote compte; où en travaillant pour le changement on peut effectivement provoquer le changement. Dans les mois et les années à venir, le NPD vous proposera une nouvelle et captivante alternative. Mes collègues du parti forment une équipe impressionnante et dévouée. Écoutez-les bien, considérez les alternatives qu’ils proposent, et gardez en tête qu’en travaillant ensemble, nous pouvons avoir un meilleur pays, un pays plus juste et équitable. Ne laissez personne vous dire que ce n’est pas possible.

Mes amis, l’amour est cent fois meilleur que la haine. L’espoir est meilleur que la peur. L’optimisme est meilleur que le désespoir. Alors aimons, gardons espoir et restons optimistes. Et nous changerons le monde. »

Les 24 et 25 août, le corps de Jack Layton est placé, cercueil fermé, en chapelle ardente au Parlement à Ottawa, ensuite le 26 août à l'Hôtel de Ville de Torontopuis, le lendemain, au Roy Thomson Hall où, par décision du premier ministre canadien, il a droit à des funérailles d'État. Les cendres de Jack Layton sont ensuite dispersées à trois endroits : à Hudson, au Québec, où il a grandi, sur les îles de Toronto, où il a épousé sa dernière femme, Olivia Chow, en 1988, ainsi qu'au cimetière St-James de Toronto.

## Hommages
La Canadian Broadcasting Corporation produit le téléfilm biographique Jack mettant en vedette Rick Roberts qui est diffusée pour la première fois le 10 mars 2013.
Le 22 août 2013, la Ville Reine dévoile une statue grandeur nature en bronze de Jack Layton faisant du vélo, près du lac Ontario. De plus, le terminal des traversiers pour les îles la ville a été renommé Jack Layton Ferry Terminal en son honneur.